# Independent Spirit Award per il miglior documentario
L'Independent Spirit Award per il miglior documentario (Independent Spirit Award for Best Documentary) è un premio cinematografico statunitense assegnato annualmente dal 2001.

## Vincitori e candidati
I vincitori sono indicati in grassetto, a seguire gli altri candidati.

### Anni 2000
- 2001: Dark Days, regia di Marc Singer
  - The Eyes of Tammy Faye, regia di Randy Barbato e Fenton Bailey
  - Long Night's Journey Into Day, regia di Frances Reid e Deborah Hoffmann
  - Paragraph 175, regia di Rob Epstein e Jeffrey Friedman
  - Sound and Fury, regia di Josh Aronson
- 2002: Dogtown and Z-Boys, regia di Stacy Peralta
  - Go Tigers!, regia di Kenneth A. Carlson
  - LaLee's Kin: The Legacy of Cotton, regia di Susan Frömke, Deborah Dickson e Albert Maysles
  - Promesse (Promises), regia di Justine Shapiro, B.Z. Goldberg e Carlos Bolado
  - Scratch, regia di Doug Pray
- 2003: Bowling a Columbine (Bowling for Columbine), regia di Michael Moore
  - The Cockettes, regia di Bill Weber e David Weissman
  - Devil's Playground, regia di Lucy Walker
  - How to Draw a Bunny, regia di John W. Walter
  - Stevie, regia di Steve James
- 2004: The Fog of War - La guerra secondo Robert McNamara (The Fog of War: Eleven Lessons from the Life of Robert S. McNamara), regia di Errol Morris
  - Mayor of the Sunset Strip, regia di George Hickenlooper
  - My Architect, regia di Nathaniel Kahn
  - OT: Our Town, regia di Scott Hamilton Kennedy
  - Power Trip, regia di Paul Devlin
- 2005: Metallica: Some Kind of Monster, regia di Joe Berlinger e Bruce Sinofsky
  - Bright Leaves, regia di Ross McElwee
  - Chisholm '72: Unbought & Unbossed, regia di Shola Lynch
  - Hiding and Seeking: Faith and Tolerance After the Holocaust, regia di Menachem Daum e Oren Rudavsky
  - Tarnation, regia di Jonathan Caouette
- 2006: Enron - L'economia della truffa (Enron: The Smartest Guys in the Room), regia di Alex Gibney
  - Grizzly Man, regia di Werner Herzog
  - Romántico, regia di Mark Becker
  - La sierra, regia di Scott Dalton e Margarita Martinez
  - Sir! No Sir!, regia di David Zeiger
- 2007: The Road to Guantanamo, regia di Michael Winterbottom e Mat Whitecross
  - My Country, My Country, regia di Laura Poitras
  - A Lion in the House, regia di Steven Bognar e Julia Reichert
  - The Trials of Darryl Hunt, regia di Anne Sundberg e Ricki Stern
  - You're Gonna Miss Me, regia di Keven McAlester
- 2008: Crazy Love, regia di Dan Klores
  - Lake of Fire, regia di Tony Kaye
  - Manufactured Landscapes, regia di Jennifer Baichwal
  - The Monastery: Mr. Vig and the Nun, regia di Pernille Rose Grønkjær
  - The Prisoner or: How I Planned to Kill Tony Blair, regia di Petra Epperlein e Michael Tucker
- 2009: Man on Wire - Un uomo tra le Torri (Man on Wire), regia di James Marsh
  - The Betrayal - Nerakhoon, regia di Ellen Kuras e Thavisouk Phrasavath
  - Encounters at the End of the World, regia di Werner Herzog
  - The Order of Myths, regia di Margaret Brown
  - Up the Yangtze, regia di Yung Chang

### Anni 2010
- 2010: Anvil! The Story of Anvil, regia di Sacha Gervasi
  - Food, Inc., regia di Robert Kenner
  - More Than a Game, regia di Kristopher Belman
  - October Country, regia di Donal Mosher e Michael Palmieri
  - Which Way Home, regia di Rebecca Cammisa
- 2011: Exit Through the Gift Shop, regia di Banksy
  - Marwencol, regia di Jeff Malmberg
  - Restrepo - Inferno in Afghanistan (Restrepo), regia di Tim Hetherington e Sebastian Junger
  - Sweetgrass, regia di Ilisa Barbash e Lucien Castaing-Taylor
  - Thunder Soul, regia di Mark Landsman
- 2012: The Interrupters, regia di Steve James
  - An African Election, regia di Jarreth Merz
  - Bill Cunningham New York, regia di Richard Press
  - The Redemption of General Butt Naked, regia di Eric Strauss
  - We Were Here, regia di David Weissman
- 2013: The Invisible War, regia di Kirby Dick
  - How to Survive a Plague, regia di David France
  - Marina Abramović: The Artist is Present, regia di Matthew Akers
  - The Central Park Five, regia di Ken Burns, Sarah Burns e David McMahon
  - The Waiting Room, regia di Peter Nicks
- 2014: 20 Feet from Stardom, regia di Morgan Neville
  - After Tiller, regia di Martha Shane
  - Gideon’s Army, regia di Dawn Porter
  - The Act of Killing, regia di Joshua Oppenheimer
  - Al Midan, regia di Jehane Noujaim
- 2015: Citizenfour, regia di Laura Poitras
  - 20,000 Days on Earth, regia di Iain Forsyth e Jane Pollard
  - Il sale della terra (The Salt of the Earth), regia di Wim Wenders e Juliano Ribeiro Salgado
  - Stray Dog, regia di Debra Granik
  - Virunga, regia di Orlando von Einsiedel
- 2016: The Look of Silence, regia di Joshua Oppenheimer
  - (T)error, regia di Lyric R. Cabral e David Felix Sutcliffe
  - Best of Enemies, regia di Morgan Neville e Robert Gordon
  - Heart of a Dog, regia di Laurie Anderson
  - Meru, regia di Jimmy Chin e Elizabeth Chai Vasarhelyi
  - Il complotto di Chernobyl - The Russian Woodpecker (The Russian Woodpecker), regia di Chad Gracia

- 2017: O.J.: Made in America, regia di Ezra Edelman
  - XIII emendamento (13th), regia di Ava DuVernay
  - Cameraperson, regia di Kirsten Johnson
  - I Am Not Your Negro, regia di Raoul Peck
  - Sonita, regia di Rokhsareh Ghaemmaghami
  - V paprscích slunce, regia di Vitaliy Manskiy

- 2018: Visages, villages, regia di Agnès Varda e JR
  - The Departure, regia di Lana Wilson
  - Last Men in Aleppo, regia di Feras Fayyad
  - Motherland, regia di Ramona S. Diaz
  - Quest, regia di Jonathan Olshefski

- 2019: Won't You Be My Neighbor?, regia di Morgan Neville
  - Hale County This Morning, This Evening, regia di RaMell Ross
  - Minding the Gap, regia di Bing Liu
  - Of Fathers and Sons, regia di Talal Derki
  - Sulle sue spalle (On Her Shoulders), regia di Alexandria Bombach
  - Shirkers, regia di Sandi Tan

### Anni 2020
- 2020: Made in USA - Una fabbrica in Ohio (American Factory), regia di Steven Bognar e Julia Reichert
  - Alla mia piccola Sama (For Sama), regia di Waad al-Kateab e Edward Watts
  - Apollo 11, regia di Todd Douglas Miller
  - Island of the Hungry Ghosts, regia di Gabrielle Brady
  - Honeyland (Medena zemja), regia di Tamara Kotevska e Ljubomir Stefanov
- 2021[2]: Crip Camp - Disabilità rivoluzionarie (Crip Camp), regia di Nicole Newnham e Jim LeBrecht
  - El agente topo, regia di Maite Alberdi
  - Collective, regia di Alexander Nanau
  - Dick Johnson Is Dead, regia di Kirsten Johnson
  - Time, regia di Garrett Bradley
- 2022: Summer of Soul (...Or, When the Revolution Could Not Be Televised), regia di Questlove
  - Ascension, regia di Jessica Kingdon
  - Flee (Flugt), regia di Jonas Poher Rasmussen
  - In the Same Breath, regia di Nanfu Wang
  - Procession, regia di Robert Greene